# Hyposmocoma adolescens

Hyposmocoma adolescens — вид моли эндемичного гавайского рода Hyposmocoma подрода Euperissus.

## Описание
Бабочки размахом крыльев около 15 мм. Усики бронзово-коричневые сверху и бледно-черные, с коричневыми полосами снизу. Щупики темно-коричневые, на внутренней стороне и вокруг вершины срединного членика становятся бледно-медно-охристые. Ноги беловато-серые, с буроватым оттенком вокруг лапок. Передние крылья бронзово-коричневые. Волоски по краю крыла от бронзово-коричневые впереди до буровато-серых к заднему углу. На крыльях имеются три темно-бурых пятна. Задние крылья светло-серые, волоски по их краю бледно-коричневато-серые. Брюшко беловато-серое.

## Распространение
Обитает в районе Килауэа, северном районе острова Гавайи.